# Unione anarchica italiana
L'Unione anarchica italiana è stata una organizzazione politica anarchica italiana. Fondata a Firenze nel 1919 con il nome di Unione comunista anarchica italiana ha svolto un ruolo di rilievo nel corso delle agitazioni del Biennio rosso. Venne soppressa dal regime fascista nel 1926.

## Storia

### La nascita
Nel corso delle grandi agitazioni sociali del 1919 in Italia il movimento anarchico riprese forza. In febbraio il settimanale Il Libertario diretto da Pasquale Binazzi pubblicò l'appello Per un congresso degli anarchici italiani: in una situazione in cui la rivoluzione sembrava alle porte appariva fondamentale dotarsi di un'organizzazione e di una strategia adeguati.

Dal 12 al 14 aprile 1919 a Firenze si riunirono circa 200 delegati in rappresentanza di 145 gruppi provenienti da 15 regioni diverse. Venne deliberata la nascita della Unione comunista anarchica italiana quale ideale continuazione della Prima Internazionale in Italia e del Partito socialista anarchico rivoluzionario creato nel congresso di Capolago (1891).

Il rientro in Italia di Errico Malatesta a dicembre 1919 (salutato dalle folle come il Lenin italiano) e successivamente nel febbraio 1920 la nascita a Milano del quotidiano anarchico Umanità Nova, diretto dallo stesso Malatesta, diedero ulteriore impulso allo sviluppo del movimento. Se gli anarchici facevano affidamento soprattutto sull'Unione Sindacale Italiana, diretta da Armando Borghi, il tentativo di creare un fronte unico rivoluzionario con il Partito Socialista Italiano e la CGdL si rivelarono poco fruttuosi.

### Il congresso di Bologna (1920)
II Congresso dell'Unione si tenne a Bologna dal 1 al 4 luglio 1920 mentre era in corso la rivolta di Ancona, Vi presero parte delegati provenienti da 183 località in rappresentanza di circa 700 gruppi e quasi tutti gli esponenti di maggior rilievo del movimento anarchico italiano come Errico Malatesta, Armando Borghi e Luigi Fabbri.

Venne approvato il patto associativo dell'organizzazione (che assunse il nome definitivo di Unione anarchica italiana) ed il programma politico redatto da Malatesta. Venne ribadita la strategia del fronte unico rivoluzionario

### Dal biennio rosso al biennio nero
L'occupazione delle fabbriche (agosto-settembre 1920) rappresentò il momento di massima mobilitazione rivoluzionaria nel corso del Biennio rosso. Il sostanziale fallimento del movimento segnò l'inizio della repressione giudiziaria accompagnata dal progressivo dispiegamento della violenza fascista, contro cui gli anarchici cercarono di reagire partecipando alla costituzione degli Arditi del Popolo e cercando inizialmente di rilanciare l'azione unitaria con le altre forze proletarie. Il terzo congresso, svoltosi ad Ancona dal 1 al 3 novembre 1921 evidenziò il ripiegamento del movimento."In certi luoghi - scriveva Umanità Nova- i gruppi sono al completo in prigione". Erano comunque presenti 120 delegati e l'UAI appariva in sviluppo al Sud.Visti i precedenti fallimenti vennero respinte le ipotesi di un'alleanza con il PSI e con il Partito Comunista d'Italia e venne formulato un giudizio drasticamente negativo sulla dittatura bolscevica  in Russia, considerata come un tradimento degli originari obiettivi rivoluzionari.

### La repressione fascista
Dopo il fallimento dello Sciopero legalitario e la Marcia su Roma l'azione politica dell'UAI divenne progressivamente più difficile. Quasi tutta la stampa libertaria, inclusa Umanità Nova venne soppressa, L'intera Commissione di corrispondenza dell'UAI venne incarcerata e centinaia di militanti furono costretti alla clandestinità o a rifugiarsi all'estero. Persino la raccolta di fondi a sostegno delle famiglie di detenuti divenne reato e i relativi comitati di solidarietà vennero disciolti dalle autorità. L'ultimo tentativo di mantenere in vita un'organizzazione anarchica semilegale fu costituita, nel 1925 dalla Commissione riorganizzatrice dell'Unione anarchica italiana operante a Milano, ma dopo le Leggi fascistissime del novembre 1926 ogni opposizione legale al regime divenne impossibile.

### Sviluppi successivi
Negli anni della dittatura fascista gli anarchici furono attivi nell'opposizione antifascista e successivamente nella Resistenza. Nel 1945 venne costituita la Federazione anarchica italiana che si richiama ai principi dell'Unione anarchica italiana.